# Máfusi
Máfusi (v divehi މާފުށި‎) je jeden z největších obydlených ostrovů na atolu Káfu na Maledivách. Je znám svou věznicí, která zabírá jednu třetinu celého ostrova. Vzdálenost od hlavního města Male je 26 km a velikost ostrova je 1275 × 270 metrů. Žije zde 3025 obyvatel (2014) a z toho je asi 350 cizinců. Počet obyvatel na ostrově Máfusi tvoří kolem 18 % všech obyvatel atolu Káfu.

## Turismus
V roce 2010 zde byl otevřen první hotel na lokálním ostrově na Maledivách. Severní část ostrova je turistická. Nachází se zde mnoho hotelů, bikini pláž, restaurace a obchody. Bikini pláž je jediná pláž ostrova určena turistům a často je kvůli velkému množství hotelů přeplněná.
Ve středu ostrova stojí škola, mešita a fotbalové hřiště.

### Vývoj počtu penzionů na Máfusi
- 2015: 40 penzionů
- 2016: 55 penzionů
- 2017: 72 penzionů

Vzhledem k tomu, že se jedná o muslimskou zemi, je zde zakázaná konzumace alkoholických nápojů. Turisté si mohou zakoupit alkohol pouze na přistavěné lodi poblíž ostrova.

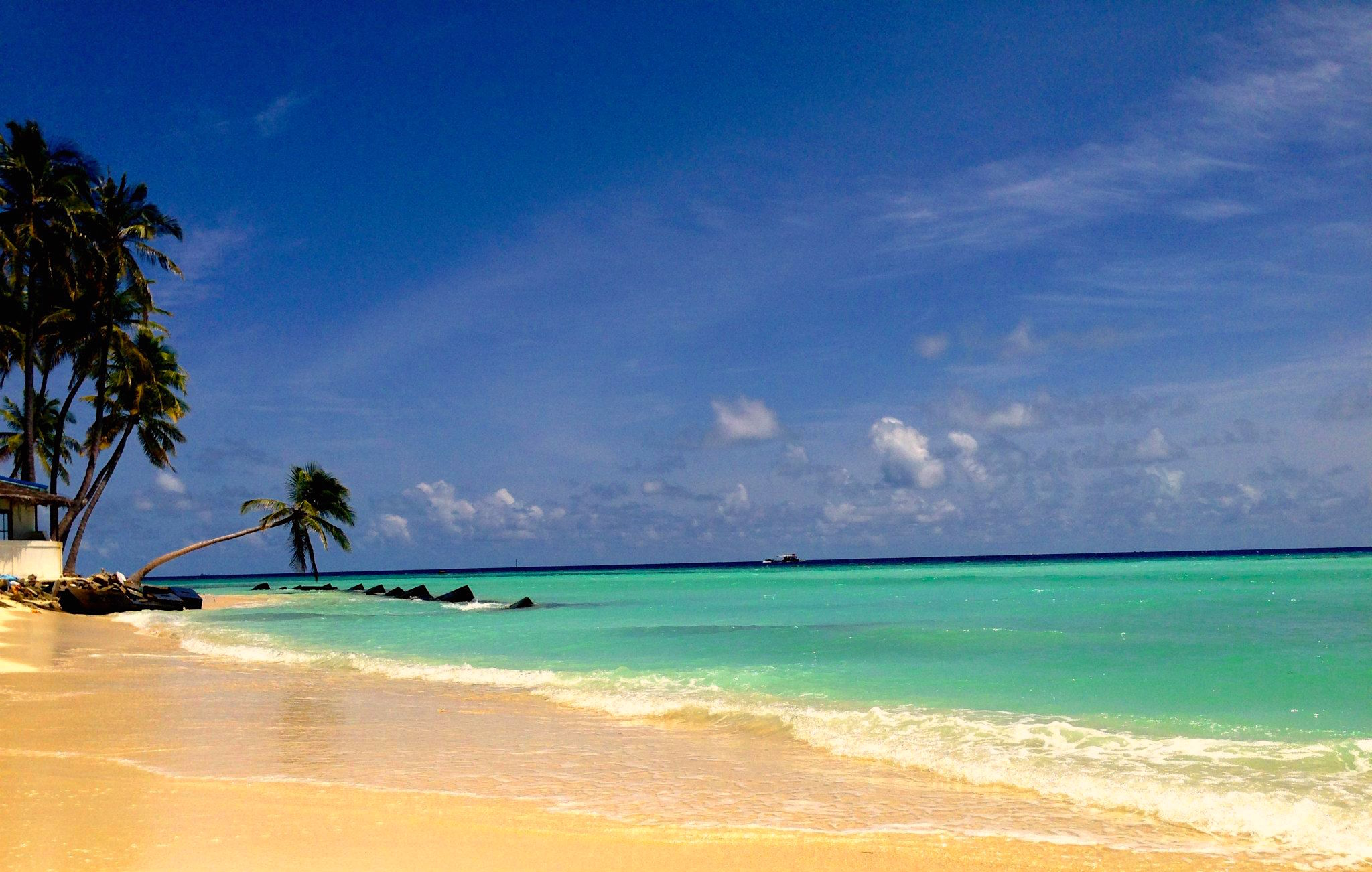
Pláž na Máfusi

## Historie
V roce 2004 zasáhla Máfusi vlna tsunami, která ovlivnila přes 100 000 z asi 300 000 obyvatel Malediv. 10. 8. 2006 začala Mezinárodní federace společností Červeného kříže a Červeného půlměsíce podporována irským a americkým Červeným křížem stavět kanalizaci. Mezinárodní federace také financovala výstavbu domů pro ty, kteří o ně při vlně Tsunami přišli. Oba programy jsou prováděny ve spolupráci s obchodními dodavateli a za podpory a zapojení místní komunity.

## Doprava
K dopravě na ostrov se může využít motorový člun nebo trajekt. Na ostrově se lidé pohybují převážně pěšky, výjimečně na motocyklech. Cesty nejsou asfaltové, ale písčité.